# Richard Edwards (football)
Richard Edwards, né le 29 juillet 1983, est un footballeur international jamaïcain.

## Carrière
Edwards commence sa carrière au Waterhouse FC et y joue pendant deux saisons avant de partir pour le Harbour View. Il remporte plusieurs trophées avec cette équipe.
En 2007, il est sélectionné pour la première fois en équipe nationale jamaïcaine. Il participe à sa première grande compétition, en 2011, sélectionné pour la Gold Cup 2011. Il part ensuite en Finlande où il intègre l'équipe du Mikkelin Palloilijat, qui joue en troisième division.